# Crafton & Xunk
Crafton & Xunk (poza Francją wydana jako Get Dexter) – komputerowa gra labiryntowa wyprodukowana i wydana w 1986 roku przez francuską spółkę Ère informatique. Ukazała się w wersjach na platformy Amstrad CPC, Atari ST oraz MSX.

## Fabuła
Akcja Craftona & Xunka rozgrywa się w dalekiej przyszłości. W trakcie konfliktu międzyplanetarnego Ziemia znajduje się w niebezpieczeństwie, więc w ramach specjalnej misji wysłani zostają dwaj bohaterowie: cyborg imieniem Crafton oraz jego pomagier o wyglądzie stopy zwieńczonej głową, Xunk.

## Rozgrywka
Crafton & Xunk jest komputerową grą labiryntową o widoku izometrycznym. Kierując Craftonem, można przesuwać liczne obiekty występujące w świecie gry i wspinać się na nie, zbierając przedmioty niezbędne do rozwiązania licznych łamigłówek. Craftonowi towarzyszy samodzielnie przemieszczający się Xunk, którego w razie potrzeby można przywołać do siebie, wciskając odpowiedni przycisk. Świat Craftona & Xunka jest usiany różnorodnymi wrogami, których należy unikać, inaczej odbiorą Craftonowi energię. Gdy ta spadnie do zera, gra się kończy.

## Odbiór
Crafton & Xunk odniósł sukces komercyjny; w 1987 roku ukazała się jego kontynuacja L'Ange de cristal. Produkcja Ère została również uhonorowana nagrodą Tilt d'Or za najlepszą przygodową grę akcji.